# Icesis Couture
Icesis Couture, nome artístico de Steven Granados-Portelance (3 de fevereiro de 1987), é uma drag queen, figurinista e designer de joias canadiana, reconhecida por ter vencido a segunda temporada da competição televisiva Canada's Drag Race em 2021. Posteriormente, voltou a competir na primeira temporada da série spin-off, Canada's Drag Race: Canada vs. the World, em 2022.

## Carreira
Tornou-se conhecida do público canadiano ao participar inicialmente como Icesis Couture na segunda temporada do documentário Canada's a Drag em 2019. Um ano depois, venceu o concurso Miss Capital Pride de Ottawa.
Em 2021, competiu na segunda temporada do programa Canada's Drag Race, apresentado por Brooke Lynn Hytes, vencendo dois desafios ao longo da temporada e a competição durante a grande final, ao competir contra as concorrentes Pythia e Kendall Gender. Na noite da emissão televisiva da final, todas as três finalistas estavam presentes numa festa de exibição no Danforth Music Hall de Toronto, como parte de um outro projeto que também incluía as "filhas drag" de Icesis Couture, Kimmy e Savannah Couture, bem como Makayla Couture, uma emergente artista drag de Toronto que apareceu no episódio de transformação do baile como a filha drag de Icesis Couture, "Ruby Couture". No mesmo dia, Icesis Couture lançou "La Pusetta", um single de música pop bilíngue em inglês e espanhol, acompanhado por um videoclipe criado em colaboração com o DJ e produtor Velvet Code sob a editora So Fierce Music. Ainda no mesmo ano, Icesis Couture modelou o Amsterdam Rainbow Dress, descrito como "um vestido volumoso multicolorido que incorpora uma declaração poderosa sobre a perseguição global de pessoas LGBTQ", na Galeria Nacional do Canadá em Ottawa.
Em 2022, voltou aos ecrãs ao competir no programa Canada's Drag Race: Canadá vs. the World contra várias ex-competidoras internacionais de toda a franquia Drag Race, incluindo as suas ex-colegas de temporada Kendall Gender e Stephanie Prince. Durante a temporada, terminou entre as duas primeiras classificadas no segundo episódio, sendo elogiada pela sua imitação de Donatella Versace no desafio Snatch Game. No quarto episódio, Icesis Couture retirou-se da competição alegando problemas de saúde mental, terminando assim a sua prestação em sexto lugar na classificação geral.
Em 2023, participou, ao lado de Kimora Amour e Suki Doll, no Courage Across Canada, uma turnê de palestras, na qual as drag queens falavam com estudantes do ensino médio sobre os efeitos do bullying e da homofobia durante os seus anos formativos.
É também reconhecida por trabalhar como figurinista e designer de joias, tendo desenvolvido vários looks para Brooke Lynn Hytes e outras drag performers, sobretudo de Ottawa.

## Vida pessoal
Steven Granados-Portelance utiliza os pronomes she/her quando em drag e he/him na sua vida pessoal.
É descendente de salvadorenhos e franco-canadianos. Reside em Ottawa, Ontário. O seu irmão mais novo, Randy, é também um drag performer, actuando na região de Ottawa sob o nome de Savannah Couture.
É amigo próximo de Kiki Coe, uma artista drag que foi concorrente na primeira temporada da série de competição drag Call Me Mother e, mais tarde, na quarta temporada de Canada's Drag Race. Como Icesis Couture é também "drag mother" de Kimmy Couture, uma ex-concorrente da terceira temporada de Canada's Drag Race, e Makayla Couture, que participou na segunda temporada de Call Me Mother.

## Filmografia
| Ano       | Título                                   | Género                    | Papel       | Notas                                 |
| --------- | ---------------------------------------- | ------------------------- | ----------- | ------------------------------------- |
| 2019      | Canada's a Drag                          | Documentário de televisão | Convidada   | Temporada 2 (1 episódio)              |
| 2021-2022 | Canada's Drag Race                       | Programa de televisão     | Concorrente | Vencedora; Temporada 2 (10 episódios) |
| 2021-2022 | Canada's Drag Race                       | Programa de televisão     | Convidada   | Temporada 2 (1 episódio)              |
| 2021      | eTalk                                    | Programa de televisão     | Convidada   | [ 14 ]                                |
| 2022      | Canada's Drag Race: Canada vs. the World | Programa de televisão     | Concorrente | Temporada 1 (5 episódios)             |

## Discografia

### Singles
| Ano  | Título       | Notas                     | Ref    |
| ---- | ------------ | ------------------------- | ------ |
| 2021 | "La Pusetta" | Produzido por Velvet Code | [ 15 ] |

## 30em
1. ↑  Samhan, Jamie (17 de dezembro de 2021). «'Canada's Drag Race' Names Season 2 Winner». ET Canada (em inglês). Consultado em 25 de junho de 2022. Arquivado do original em December 17, 2021 Verifique data em: |arquivodata= (ajuda)
2. ↑  Nolfi, Joey (October 17, 2022). «See the 'Canada's Drag Race: Canada vs. the World' cast of international all-stars». Entertainment Weekly (em inglês). Consultado em 17 de outubro de 2022 Verifique data em: |data= (ajuda)
3. ↑  Joey Nolfi, "Step your poutine up with the Canada's Drag Race season 2 queens" Arquivado em 2021-12-13 no Wayback Machine. Entertainment Weekly, September 14, 2021.
4. ↑  BUZZMUSIC (2 de março de 2022). «Icesis Couture Pops "La Pusetta," In Velvet Code's Newest Hit». BuzzMusic (em inglês). Consultado em 3 de novembro de 2022
5. ↑  Sandra Abma, "Sartorial symbol of LGBTQ persecution arrives in Ottawa-Gatineau" Arquivado em 2021-12-10 no Wayback Machine. CBC News Ottawa, December 8, 2021.
6. ↑  Megan Gillis (December 8, 2021). «Amsterdam Rainbow Dress makes Canadian début in the capital region». Ottawa Citizen (em inglês). Consultado em December 10, 2021. Arquivado do original em December 10, 2021 Verifique data em: |acessodata=, |arquivodata=, |data= (ajuda)
7. ↑  «Icesis Got Real About Why She Chose To Leave 'Canada Vs. The World'». Elite Daily (em inglês). 10 December 2022. Consultado em 9 de abril de 2023 Verifique data em: |data= (ajuda)
8. ↑  Turner, Christopher (4 de março de 2024). «Spring 2024 Cover Story: Canada's Reigning Queens». IN Magazine (em inglês). Consultado em 11 de julho de 2024
9. ↑  Ryan, Anya (8 de dezembro de 2021). «Canada's Drag Race series two: Everything you need to know». BBC Three (em inglês). Consultado em 10 de dezembro de 2021. Arquivado do original em 10 de dezembro de 2021
10. ↑  «'Canada's Drag Race' Season 3: 'After the Sashay' with Kimmy Couture». Xtra Magazine. 9 September 2022. Consultado em 23 September 2022 Verifique data em: |acessodata=, |data= (ajuda)
11. ↑  Lautens, Annika (18 January 2022). «Icesis Couture on Her Best Looks from "Canada's Drag Race"». Fashion Magazine. Consultado em 24 September 2022 Verifique data em: |acessodata=, |data= (ajuda)
12. ↑  Nolfi, Joey. «Call Me Mother season 2 cast of drag artists revealed». Entertainment Weekly. Consultado em 24 September 2022 Verifique data em: |acessodata= (ajuda)
13. ↑  Meet Icesis Couture | Canada's Drag Race Season 2. Youtube.com. October 29, 2021. Consultado em November 17, 2022 Verifique data em: |acessodata=, |data= (ajuda)
14. ↑  LA PUSETTA - Icesis Couture. Youtube.com. December 25, 2021 Verifique data em: |data= (ajuda)